# 马尔克斯多夫
马尔克斯多夫（德語：Markersdorf），是德国萨克森州的市镇，隶属于格尔利茨县。总面积为62.54平方千米，截至2023年12月31日总人口为3,819人。